# Turniej kwalifikacyjny Ameryki Południowej w piłce siatkowej mężczyzn do Letnich Igrzysk Olimpijskich 2012
Turniej kwalifikacyjny Ameryki Południowej w piłce siatkowej mężczyzn do Igrzysk Olimpijskich w Londynie odbył się w Almirante Brown w dniach od 11 do 13 maja 2012 roku. Wzięły w nim udział 4 reprezentacje narodowe, z których awans uzyskała drużyna – zwycięzca turnieju.

## System rozgrywek
- W zawodach brało udział 4 zespołów.
- Zespoły rozegrały mecze systemem „każdy z każdym”.
- Przy ustalaniu kolejności zespołów w tabeli decydowały kolejno: liczba punktów, liczba wygranych meczów, stosunek setów, stosunek małych punktów.
- Kwalifikację olimpijską otrzymał zespół z największą liczbą punktów po rozegraniu wszystkich spotkań.

## Drużyny uczestniczące
- Argentyna
- Wenezuela
- Chile
- Kolumbia

## Rozgrywki

### Tabela
| Lp. | Drużyna   | Pkt | Mecze | Mecze   | Mecze   | Sety | Sety | Sety  | Małe punkty | Małe punkty | Małe punkty |
| Lp. | Drużyna   | Pkt | M     | W (3:2) | P (2:3) | wyg. | prz. | ratio | zdob.       | str.        | ratio       |
| --- | --------- | --- | ----- | ------- | ------- | ---- | ---- | ----- | ----------- | ----------- | ----------- |
| 1   | Argentyna | 9   | 3     | 3 (0)   | 0 (0)   | 9    | 0    | MAX   | 227         | 162         | 1.401       |
| 2   | Wenezuela | 6   | 3     | 2 (0)   | 1 (0)   | 6    | 4    | 1.500 | 237         | 213         | 1.113       |
| 3   | Kolumbia  | 2   | 3     | 1 (1)   | 2 (0)   | 4    | 8    | 0.500 | 231         | 272         | 0.849       |
| 4   | Chile     | 1   | 3     | 0 (0)   | 3 (1)   | 2    | 9    | 0.222 | 204         | 252         | 0.810       |

Źródło: voleysur.org
Punktacja: 3:0 i 3:1 – 3 pkt; 3:2 – 2 pkt; 2:3 – 1 pkt; 1:3 i 0:3 – 0 pkt
Zasady ustalania kolejności: 1. liczba punktów; 2. liczba zwycięstw; 3. stosunek setów; 4. stosunek małych punktów; 5. bilans w bezpośrednich meczach

### Wyniki spotkań
Dzień 1
| Data  | Godz. | Drużyna 1 | Wynik | Drużyna 2 | 1     | 2     | 3     | 4     | 5 | Widzów | * |
| ----- | ----- | --------- | ----- | --------- | ----- | ----- | ----- | ----- | - | ------ | - |
| 11.05 | 18:10 | Wenezuela | 3:1   | Kolumbia  | 25:17 | 24:26 | 25:15 | 25:15 |   | 1000   | 1 |
| 11.05 | 21:10 | Chile     | 0:3   | Argentyna | 16:25 | 13:25 | 14:25 |       |   | 1800   | 2 |

Dzień 2
| Data  | Godz. | Drużyna 1 | Wynik | Drużyna 2 | 1     | 2     | 3     | 4 | 5 | Widzów | * |
| ----- | ----- | --------- | ----- | --------- | ----- | ----- | ----- | - | - | ------ | - |
| 12.05 | 18:10 | Wenezuela | 3:0   | Chile     | 25:22 | 25:21 | 25:20 |   |   | 1100   | 3 |
| 12.05 | 21:40 | Argentyna | 3:0   | Kolumbia  | 25:21 | 25:15 | 25:20 |   |   | 2500   | 4 |

Dzień 3
| Data  | Godz. | Drużyna 1 | Wynik | Drużyna 2 | 1     | 2     | 3     | 4     | 5    | Widzów | * |
| ----- | ----- | --------- | ----- | --------- | ----- | ----- | ----- | ----- | ---- | ------ | - |
| 13.05 | 18:10 | Kolumbia  | 3:2   | Chile     | 20:25 | 17:25 | 25:23 | 25:17 | 15:8 | 1050   | 5 |
| 13.05 | 21:10 | Argentyna | 3:0   | Wenezuela | 25:19 | 25:19 | 27:25 |       |      | 2600   | 6 |